# Amish Paradise
«Amish Paradise» es una canción interpretada por "Weird Al" Yankovic. Es una parodia de la canción de Coolio «Gangsta's Paradise». La canción fue lanzada como el primer sencillo del álbum Bad Hair Day. Mientras que en «Gangsta's Paradise», el cantante se queja del peligroso estilo de vida que lleva, en «Amish Paradise», un amish alaba su vida tranquila y sin complicaciones.

## Listado de canciones
| Sencillo en CD |                                                   |          |  |
| N.º            | Título                                            | Duración |  |
| 1.             | «Amish Paradise»                                  | 3:20     |  |
| 2.             | «Everything You Know Is Wrong»                    | 3:46     |  |
| 3.             | «The Night Santa Went Crazy» (versión Extra Gory) | 3:59     |  |
| 4.             | «Dare to Be Stupid» (instrumental)                | 3:25     |  |

| Sencillo promocional |                  |          |  |
| N.º                  | Título           | Duración |  |
| 1.                   | «Amish Paradise» | 3:20     |  |

| Sencillo en casete |                                |          |  |
| N.º                | Título                         | Duración |  |
| 1.                 | «Amish Paradise»               | 3:20     |  |
| 2.                 | «Everything You Know Is Wrong» | 3:46     |  |

## Video musical
El video musical de la canción también es una parodia del video de «Gangsta's Paradise» y muestra a "Weird Al" Yankovic realizando labores típicas de los amish. El video también parodia la canción de Prince «1999», las películas Top Secret!, Steamboat Bill Jr. y Witness y el tema musical de La isla de Gilligan.

## Listas de popularidad
| Lista (1996)                    | Posición más alta |
| ------------------------------- | ----------------- |
| Billboard Hot 100               | 53                |
| Billboard Hot 100 Singles Sales | 22                |